# Parasumelis mirei
Parasumelis mirei là một loài bọ cánh cứng trong họ Cerambycidae.